# Roger Belin
Pour les articles homonymes, voir Belin.
Roger Belin, né le 21 mars 1916 à Paris 17e et mort le 7 avril 2004 à Paris 15e, est un haut fonctionnaire français du conseil d'État et un patron de presse. 

## Biographie
Roger Belin est le fils de Maurice Belin, avocat, et Marguerite Janet. Il se marie à Christiane Bressac, à laquelle il survit.
Il suit ses études secondaires au lycée Janson-de-Sailly et à la faculté de droit de Paris. Il suit parallèlement des études à l'École libre des sciences politiques. Il est docteur en droit.
Il est admis au Conseil d'État en 1943. Il n'y reste qu'un an, avant de devenir chargé de mission au secrétariat général du Gouvernement.
En 1946, il est nommé directeur général de la Société financière de radiodiffusion et Administrateur de RMC (1946-49). 
Il est nommé directeur à la présidence du Conseil (secrétariat général du Gouvernement) en 1955, est parallèlement membre du Comité de l’énergie atomique.
En 1958, il est nommé Secrétariat général du gouvernement. Il conserve ce poste jusqu'en 1964, date à laquelle il devient président du conseil d’administration de la Régie autonome des transports parisiens. Il quitte ce poste en 1981, lorsqu'il est admis sur sa demande à faire valoir ses droits à la retraite.
De 1982 à 1984, il est directeur de la publication et président-directeur général du Parisien libéré.
En 1986, il est chargé de mission au cabinet d'Édouard Balladur, où il pilote les privatisations sous le gouvernement de Jacques Chirac. Il est notamment remarqué pour avoir écrit la même année avec l'inspecteur général des finances Pierre Gisserot un rapport « explosif » sur les économies à réaliser dans l'administration française. Jamais rendu public, excepté dans ses conclusions, le rapport Belin-Gisserot préconisait, pour améliorer l'efficacité de la bureaucratie, l'allègement, voire la dissolution, de plusieurs organismes considérés comme inutiles et doublons, une réorganisation majeure, et la suppression de plus de 4 000 postes de fonctionnaires,,.

## Œuvres
- 1999 : Lorsqu'une République chasse l'autre, 1958-1962 : Souvenirs d'un témoin, Paris, Michalon, 287 p.  (ISBN 2-84186-112-0)